# میگل لینارس
میگل لینارس (انگلیسی: Miguel Linares؛ زادهٔ ۳۰ سپتامبر ۱۹۸۲) بازیکن فوتبال اهل اسپانیا است.
از باشگاه‌هایی که در آن بازی کرده‌است می‌توان به باشگاه فوتبال رئال ساراگوسا، باشگاه فوتبال رکریتیوو اوئلوا، باشگاه فوتبال اوئسکا، باشگاه فوتبال رئال اویدو، و باشگاه فوتبال الچه اشاره کرد.